# عملیات خوب آزمایشگاهی
در عرصهٔ پژوهش‌های آزمایشی (غیر بالینی)، عبارت عملیات خوب آزمایشگاهی (good laboratory practice or GLP) به‌طور خاص به یک سیستم کیفی از کنترل‌های مدیریتی برای آزمایشگاه‌ها و سازمان‌های تحقیقاتی برای اطمینان از یکنواختی، ثبات، قابلیت اطمینان، قابلیت تکثیر، کیفیت، و بی عیبی مواد شیمیایی (از جمله داروها) آزمایش‌های ایمنی غیر بالینی؛ برای ویژگی‌های فیزیو- شیمیایی از طریق آزمایش‌های سمیت حاد تا مزمن؛ اشاره دارد.
GLP اولین بار در سال ۱۹۷۲ در نیوزیلند و دانمارک، و بعداً در سال ۱۹۷۸ در ایالات متحده در پاسخ به رسوایی آزمایشگاه‌های زیست سنجی (BioTest Labs) صنعتی معرفی شد. این موضوع چند سال بعد در سال ۱۹۹۲ توسط اصول GLP سازمان همکاری و توسعهٔ اقتصادی (OECD) (Organization for Economic Co-operation and Development) دنبال شد؛ از آن زمان سازمان OECD به بسیاری از کشورها در ترویج GLP کمک کرده‌است.
GLP در مورد مطالعات غیر بالینی انجام شده برای ارزیابی ایمنی یا تأثیرگذاری مواد شیمیایی (شامل داروها) در انسان، حیوانات و محیط زیست کاربرد دارد.
GLP، یک سیستم کیفی داده‌ها، نباید با استانداردهای ایمنی آزمایشگاهی دستکش‌های مناسب، عینک‌ها و لباس آزمایشگاهی با امنیت اشتباه گرفته شود.

## تاریخچه
GLP اولین بار در نیوزیلند و دانمارک در سال ۱۹۷۲ معرفی شد. GLPدر آمریکا در پی موارد تقلبی ایجاد شده در داده‌های ارائه شده به FDA توسط آزمایشگاه‌های سم شناسی بوسیلهٔ شرکت‌های داروسازی، تأسیس شد. آزمایشگاه‌های زیست سنجی صنعتی (IBT) قابل توجه‌ترین مورد بود، که در آن هزاران آزمایش ایمنی برای تولیدکنندگان مواد شیمیایی به دروغ ادعای قابل اجرا بودن داشتند یا آنقدر ضعیف بودند که بازرسان پلیس نمی‌توانستند متوجه شوند که چه کاری انجام شده بود. با وجود اینکه IBT در ظاهر نتایج آزمایش‌ها را تحویل می‌داد، از قبل قراردادهای مشخصی با تولیدکنندگان برقرار می‌کرد.
این مشکلات در جلسات کنگرهٔ ایالات متحده عمومی شدند، که منجر به انتشار مقررات پیشنهادی GLP توسط FDA در سال ۱۹۷۶ شد، که در ژوئن ۱۹۷۹ به تصویب نهایی رسید. آژانس حفاظت از محیط زیست (EPA) نیز با مشکلات مشابهی در اطلاعات ارسال شده به آن مواجه شده بود، و پیش‌نویس قوانین GLP خود را در سال‌های ۱۹۷۹ و ۱۹۸۰ عنوان کرد و قوانین نهایی در دو بخش مجزا در سال ۱۹۸۳ به تصویب رسید.

## سازمان OECD
در پی تصمیم نهایی شورای OECD، داده‌های به وجود آمده در آزمایش مواد شیمیایی مطابق با دستورالعمل‌های آزمایشی OECD و اصول GLP در یکی از کشورهای عضو OECD، در دیگر کشورهای عضو OECD نیز مورد قبولند.
GLP یک سیستم کیفی در رابطه با روندها و شرایط سازمانی است که تحت نظر آن مطالعات بهداشتی غیر بالینی و ایمنی محیط زیستی برنامه‌ریزی، اجرا، نظارت، ثبت، بایگانی و گزارش می‌شود.

### اصول GLP شامل موارد زیر است
۱) سازمان و پرسنل
- مسئولیت‌های مدیریتی
- مسئولیت‌های اسپانسری
- مسئولیت‌های مدیر پژوهشی
- مسئولیت‌های پژوهشگر اصلی
- مسئولیت‌های پژوهشگران

۲) برنامه تضمین کیفیت
- تضمین کیفیت پرسنل

۳) امکانات
- امکانات سیستم آزمایشی
- امکانات برای بخش‌های آزمونی و مرجعی

1. تجهیزات، معرف‌ها و مواد
2. سیستم‌های آزمایشی

- فیزیکی/ شیمیایی
- زیستی

1. بخش‌های آزمونی و مرجعی
2. روش‌های عملیاتی استاندارد
3. کارایی مطالعه

- طرح پژوهش
- هدایت پژوهش

1. گزارش نتایج
2. بایگانی- ذخیره‌سازی مدارک و گزارش‌ها

### دستورالعمل‌های OECD برای آزمایش مواد شیمیایی
OECD دستورالعمل‌های OECD را برای آزمایش‌های مواد شیمیایی منتشر می‌کند. این دستورالعمل‌ها معمولاً برای موافقت GLP باید دنبال و پیروی شوند. آن‌ها به‌طور گسترده‌ای توسط سازمان‌هایی که ارزیابی میزان خطر مواد شیمیایی را انجام می‌دهند مورد نیاز می‌باشند.

### کشورهای غیر عضو OECD
بازرسی توسط بازرسان OECD از کشورهای غیر عضو که داده‌های تولید شده هماهنگ با GLP دارند این تضمین را نخواهد کرد که در کشورهای عضو آن داده‌ها را قبول داشته باشند.

### سیستم‌های خودکار
در بسیاری از موارد، توصیهٔ مطلوب 'بدون بحث' در استفاده از GLP، توسعهٔ یک رویکرد خودکار برای تهیهٔ نمونه (Sample Preparation) و اندازه‌گیری نمونه (Sample Measurement)، هر دو، است. اگر این می‌تواند شامل تاریخچه نمونه و جریان داده‌ها به همراه SOP کافی برای کالیبراسیون و خطی کردن ابزار اندازه‌گیری باشد، انطباق آن سیستم با GLP عملاً تضمین شده‌است.
پیاده‌سازی GLP در یک سیستم خودکار، به عنوان وظیفه ای خردمندانه و کار فشرده، به یک شرکت GXP برای جلو بردن این کوشش زیاد نیاز است. برای کاستن از بار این مدیریت، وبستر (Webster) و همکارانش آموزشی برای کاربران را فراهم نموده‌اند تا کار را به سرعت شروع کرده و به درستی جلو ببرند.